# 吳彥錫
吳彥錫（：／ O Eon-Seok，1971年7月5日—）是大韓民國保守派政治人物，現任首爾特別市道峰區區長。

## 經歷
曾就職於道峰區廳行政管理局總務科。此外，他還在道峰區乙區擔任前國會議員金善東的政策助手，並擔任國民力量首爾市政府發言人。
2022年第8次全國同步地方選舉中，作為國民力量候選人競選首爾道峰區市長。當選後，時隔12年在道峰區廳插上國民力量的旗幟。
在2023年4月Manifesto Pledge Implementation Plan評估中，獲得最高等級的SA評估。此外，成功領導首都高速鐵路C線地下化、獲得再開發確認承諾等功績顯著增加，當地居民對他的評價急劇上升。